# 육진수 (격투기 선수)
육진수(1976년 11월 22일 ~ )는 대한민국의 종합격투기 선수이자 배우이다.

## 출연작

### 영화
- 《여곡성》 (2018년) - 갑포 역
- 《챔피언》 (2018년) - 밀리터리남 역 (우정출연)
- 《신 전래동화》 (2018년) - 히데요시 역
- 《그것만이 내 세상》 (2018년) - 격투기 관장 역
- 《로마의 휴일》 (2017년) - 나이트기도 역
- 《빅매치》 (2014년) - 격투기 선수 역 (특별출연)
- 《챔피언 마빡이》 (2007년) - 스즈키 역

### 드라마
- 《아이템》 (MBC, 2019년)
- 《막돼먹은 영애씨 16》 (tvN, 2017년)
- 《고양이띠 요리사》 (O'live, 2016년)
- 《오 마이 비너스》 (KBS2, 2015년)

### 방송
- 《연극이 끝나고 난 뒤》 (tvN, 2016년)
- 《주먹이 운다 - 영웅의 탄생》 (XTM, 2014년)

## 수상내역
- 2017년 대한민국 파워리더 대상 대한민국 FC스포츠발전공헌 대상
- 2010년 아부다비 컴뱃 한국예선 마스터 부문 -92.5kg 1위
- 2010년 아부다비 컴뱃 한국예선 프로페셔널 어덜트 앱솔루트 1위
- 2010년 아부다비 컴뱃 한국예선 프로페셔널 어덜트 -92.5kg 1위
- 2010년 일본 CMA -93kg급 챔피언

## 가족 관계
- 배우자 : 이한나 (1984년 ~ )
  - 장남 : 육지원 (2006년 ~ )
  - 차남 : 육지우 (2011년 ~ )